# Tabanus ignobilis
Tabanus ignobilis är en tvåvingeart som beskrevs av Camillo Rondani 1875. Tabanus ignobilis ingår i släktet Tabanus och familjen bromsar. Inga underarter finns listade i Catalogue of Life.